# 다니엘 두미트레스쿠
다니엘 두미트레스쿠(루마니아어: Daniel Dumitrescu, 1968년 9월 23일~)는 루마니아의 전직 권투 선수이다. 1988년 하계 올림픽에서 페더급 은메달을 획득했으며 유럽 선수권 대회에서 은메달 1개를 획득했다. 